# Società Sportiva Folgore Falciano Calcio
Società Sportiva Folgore Falciano Calcio é uma equipe sanmarinense de futebol, com sede em Falciano. Disputa a primeira divisão de San Marino.
Seus jogos são mandados no San Marino Stadium (antigo Estádio Serravalle B), que possui capacidade para 700 espectadores. As cores do clube, cujo presidente é Renato Capellini, são vermelho, preto e amarelo.

## História
Fundado em 1972, tornou-se o primeiro clube de San Marino a disputar as fases preliminares da Copa da UEFA (atual Liga Europa da UEFA), em 2000-01, enfrentando o Basel. Caiu após 2 goleadas - 5 a 1 em casa (Alessandro Zanotti fez o gol do Folgore) e 7 a 0 na Suíça.
Na primeira fase eliminatória da Liga Europa de 2018-19, conquistou seu primeiro empate na história da competição, um 1 a 1 frente ao Engordany. Porém, no segundo jogo, o clube andorrano venceu o Folgore por 1 a 0 - a nona derrota da equipe no torneio.
Em nível nacional, conquistou 4 Campeonatos Samarineses, uma edição da Copa Titano e 3 edições do Trofeo Federale.

## Elenco atual
- Atualizado em 6 de julho de 2015.[1]

Legenda
- : Capitão
- : Jogador suspenso
- : Jogador lesionado